# Ibrahim Saidau
Ibrahim Saidau –en bielorruso, Ібрагім Саідаў– (Kokrek, URSS, 9 de marzo de 1985) es un deportista bielorruso que compite en lucha libre.
Participó en los Juegos Olímpicos de Río de Janeiro 2016, obteniendo una medalla de bronce en la categoría de 125 kg.

## Palmarés internacional
| Juegos Olímpicos | Juegos Olímpicos        | Juegos Olímpicos  | Juegos Olímpicos |
| Año              | Lugar                   | Medalla           | Categoría        |
| ---------------- | ----------------------- | ----------------- | ---------------- |
| 2016             | Río de Janeiro (Brasil) | Medalla de bronce | 125 kg           |